# Over the Limit (2011)
Cet article concerne l'édition 2011 du pay-per-view Over the Limit. Pour l'édition précédente, voir Over the Limit (2010).
 (mai 2011).
Si vous disposez d'ouvrages ou d'articles de référence ou si vous connaissez des sites web de qualité traitant du thème abordé ici, merci de compléter l'article en donnant les références utiles à sa vérifiabilité et en les liant à la section « Notes et références ».
L'édition 2011 d'Over the Limit est une manifestation de catch professionnel télédiffusée et visible uniquement en paiement à la séance. L'événement, produit par la World Wrestling Entertainment (WWE), a eu lieu le 22 mai 2011 dans la salle omnisports KeyArena à Seattle, dans l'État de Washington. Il s'agit de la seconde édition d'Over the Limit, spectacle en paiement à la séance annuel qui a remplacé WWE Judgment Day en 2010.
Huit matchs, dont cinq mettant en jeu les titres de la fédération, ont été programmés. Chacun d'entre eux est déterminé par des storylines rédigées par les scénaristes de la WWE ; soit par des rivalités survenues avant le pay-per-view, soit par des matchs de qualification en cas de rencontre pour un championnat.

## Contexte
Les spectacles de la World Wrestling Entertainment en paiement à la séance sont constitués de matchs aux résultats prédéterminés par les scénaristes de la WWE. Ces rencontres sont justifiées par des storylines - une rivalité avec un catcheur, la plupart du temps - ou par des qualifications survenues dans les émissions de la WWE telles que Raw, SmackDown et Superstars. Tous les catcheurs possèdent un gimmick, c'est-à-dire qu'ils incarnent un personnage gentil ou méchant, qui évolue au fil des rencontres. Un pay-per-view comme Over the Limit est donc un événement tournant pour les différentes storylines en cours.

### John Cena contre The Miz
Le 2 mai, The Miz obtient un match revanche contre John Cena pour tenter de récupérer le titre de champion de la WWE qu'a remporté ce dernier la veille à Extreme Rules, en fin de match le Miz attaque son rival avec la ceinture de champion pendant que l'arbitre a le dos tourné et remporte le match cependant l'arbitre change sa décision en regardant la vidéo donnant la victoire de Cena par disqualification. La semaine suivante, le manager général anonyme organise un combat triple menace entre Rey Mysterio, Alberto Del Rio et The Miz pour déterminer le challenger pour le titre à Over The Limit, The Miz sort vainqueur de cette confrontation et après ce match Cena vient et annonce que leur match sera un « I Quit match ».

### Randy Orton contre Christian
Au cours d'Extreme Rules, Christian remporte le  championnat de monde poids-lourds de la WWE dans un match de l'échelle face à Alberto del Rio. Le 6 mai, Christian explique qu'il a lutté toute sa carrière pour arriver à ce moment-là avant d'être interrompu par Mark Henry, The Great Khali puis Randy Orton, ces trois catcheurs demandant à être challengers ; Theodore Long, le manager général de Smackdown arrive alors et explique que le public va choisir l’adversaire de  Christian, Orton est désigné et le match de championnat est organisé en fin de soirée. Randy Orton parvient à vaincre Christian pour remporter le championnat du monde poids-lourds. La semaine suivante, Christian explique qu'il utilise sa clause de revanche contre Randy Orton à Over The Limit.

### Wade Barrett contre Ezekiel Jackson
Après la perte du titre par équipe de Justin Gabriel et Heath Slater, des tensions apparaissent dans le groupe The Corre. Ezekiel Jackson commence à s'éloigner de ses compagnons et vouloir plus d'indépendance. Ainsi, le 13 mai à Smackdown! (épisode enregistré le 10 mai), Wade Barrett défie Jackson dans un match pour la ceinture du Championnat Intercontinental, défi accepté.

### Jerry Lawler contre Michael Cole
Lors de WrestleMania XXVII, Jerry Lawler a perdu son match par disqualification à la suite d'un changement de décision par le GM anonyme. Lors d'Extreme Rules, Jerry Lawler et Jim Ross perdent leur match face à Michael Cole et Jack Swagger à la suite d'un roll-up de Cole sur Ross. À Raw, Jerry Lawler défie Cole pour un ultime match, un match simple mais dont l'enjeu serait l'intronisation de Cole au WWE Hall of Fame par Lawler, qui lui offrirait sa bague de Hall of Famer en plus. Jack Swagger répond à la place de Cole disant que ce dernier accepte le match. Cole dit que si Lawler perd, il devra l'introduire au Hall of Fame l'an prochain.

### Rey Mysterio vs R-Truth
Lors d'un épisode de Raw précédant Extreme Rules, John Morrison bat R-Truth pour une place dans le Triple threat Steel cage match pour le titre de la WWE avec John Cena et The Miz, que Morrison remporte et prenant ainsi la place de son ami ; après le match, R-Truth attaque Morrison et porte sa nouvelle prise le Reverse STO. Après Extreme Rules, R-Truth attaque Morrison et le blesse, effectuant ainsi un Heel Turn. Ensuite un triple Threat match est annoncé pour savoir qui affrontera Cena à Over the Limit pour le titre de la WWE. The Miz gagne et devient challenger pour le titre de la WWE, après le match, R-Truth attaque Rey Mysterio avec le Reverse STO. Ensuite à Raw, Mysterio lance un défi à R-Truth pour un match à Over the Limit et ensuite Truth l'attaque de nouveau et dit qui est d'accord pour le défi de Mysterio.

### Big Show et Kane vs CM Punk et Mason Ryan
Lors d'un épisode de Raw, le leader de la New Nexus, CM Punk et l'autre membre Mason Ryan lancent un défi pour les titres par équipe contre Big Show et Kane. Le match entre est par la suite annoncé pour Over The Limit.

### Sin Cara vs Chavo Guerrero
Depuis son arrivée à Smackdown, Sin Cara enchaine des victoires devant les yeux de Chavo Guerrero, qui agit comme le manager de SIn Cara alors que celui-ci ne veut pas de lui. Lors d'un match contre Daniel Bryan, Chavo Guerrero intervient sans que l'arbitre regarde et ensuite Sin Cara porte son finisher et gagne le match, après le match des images montre que Chavo Guerrero est intervenu pour aider Sin Cara. Déçu de gagner grâce à une tricherie, il pousse Chavo Guerrero à l'extérieur du ring. Un match est ensuite annoncé entre les deux hommes à Over The Limit.

## Déroulement du spectacle
Généralement, avant qu'un spectacle de catch ne démarre, la fédération organisatrice met en place un ou plusieurs matchs non télévisés destinés à chauffer le public. Ici, ce match, c'est Daniel Bryan vs Drew McIntyre que Bryan remporte.

## Tableau des résultats
| #                                                                | Match                                                               | Stipulation                                                                               | Durée |
| ---------------------------------------------------------------- | ------------------------------------------------------------------- | ----------------------------------------------------------------------------------------- | ----- |
| Dark                                                             | Daniel Bryan bat Drew McIntyre.                                     | Match simple.                                                                             | 6:53  |
| 1                                                                | R-Truth bat Rey Mysterio.                                           | Match simple,.                                                                            | 8:12  |
| 2                                                                | Ezekiel Jackson bat Wade Barrett (c) par disqualification.          | Match simple pour le championnat intercontinental de la WWE,.                             | 7:27  |
| 3                                                                | Sin Cara bat Chavo Guerrero.                                        | Match simple,.                                                                            | 7:23  |
| 4                                                                | Big Show et Kane (c) battent The New Nexus (CM Punk et Mason Ryan). | Match simple pour le championnat par équipe de la WWE,.                                   | 9:06  |
| 5                                                                | Brie Bella (c) (avec Nikki Bella) bat Kelly Kelly.                  | Match simple pour le championnat des divas de la WWE,.                                    | 4:03  |
| 6                                                                | Randy Orton (c) bat Christian.                                      | Match simple pour le championnat du monde poids lourds de la WWE,.                        | 16:52 |
| 7                                                                | Jerry Lawler bat Michael Cole.                                      | Kiss my foot match. Si Cole gagne, il sera inscrit au Hall of Fame à la place de Lawler,. | 3:01  |
| 8                                                                | John Cena (c) bat The Miz (avec Alex Riley).                        | I Quit match pour le championnat de la WWE,.                                              | 24:56 |
| (c) désigne le(s) champion(s) défendant son titre dans le match. |                                                                     |                                                                                           |       |

### Autres sources
- (en) Cet article est partiellement ou en totalité issu de l’article de Wikipédia en anglais intitulé « Over the Limit (2011) » (voir la liste des auteurs).